# Valdeperdices
Valdeperdices es una localidad de la provincia de Zamora perteneciente al municipio de San Pedro de la Nave-Almendra en la comarca de Tierra del Pan. Está situada a unos 19 km al noroeste de la ciudad de Zamora y limita geográficamente con Palacios del Pan, con Almendra del Pan y con el territorio de Monte Concejo, adscrito al término municipal de Zamora.
El municipio de San Pedro de la Nave lo forman desde 1933 las poblaciones de Valdeperdices, Almendra del Pan y El Campillo. Hasta ese año, el municipio lo formaban Valdeperdices, El Campillo, La Pueblica, Villaflor y Villanueva de los Corchos. La reorganización de 1933 se produjo por la construcción del embalse de Ricobayo debido a que las aguas impedían la comunicación entre las poblaciones, la desaparición de una de ellas (San Pedro) y el traslado a tierras sayaguesas de La Pueblica que pasó a llamarse Pueblica de Campeán. Por aquellos años se trasladó a El Campillo la iglesia visigótica de San Pedro de la Nave, uno de los mayores exponentes de la arquitectura visigoda.
La población de Valdeperdices se dedica principalmente a la agricultura de secano -cebada, trigo, avena, colza, maíz, etc.- y de la ganadería -ovino y porcino-. Cuenta con un clima mediterráneo continental, con rigurosos fríos en invierno y veranos calurosos.
El casco urbano de Valdeperdices se ha construido a ambos lados de un arroyo, denominado El Regato, que baja desde Las Casas Viejas hasta desembocar en el embalse, ya por debajo del pueblo. Las casas están al abrigo de una inmensa peña denominada El Piñedo.

## Historia
Todavía no se han realizado estudios profundos de la historia de Valdeperdices que puedan demostrar su antigüedad. Lo que sí sabemos es que desde el siglo IX su devenir siempre estuvo muy ligado a la iglesia de San Pedro de la Nave que en la antigüedad también fue monasterio.  No sabemos si hasta esa fecha los pobladores de Valdeperdices eran propietarios o no de alguna de sus tierras, pero queda claro que a partir de ese momento pasan a depender totalmente del citado monasterio que era el propietario del territorio que cultivaban.

### Cesión del pueblo a San Pedro de la Nave
Una de las primeras referencias documentales que se conocen aparece en el Tumbo de Celanova (Orense) custodiado en la Biblioteca Nacional. Por ese documento sabemos que el rey Alfonso III de Asturias, llamado el Magno, donó la población a la iglesia-monasterio de San Pedro de la Nave, situado a unos cinco kilómetros más al oeste. La datación de ese documento es confusa, pero la mayoría de los entendidos la sitúa entre los años 877 y 906. En el folio 149 del citado tumbo habla de la localidad con el nombre de Perdices y la sitúa en una zona llamada Tunis, topónimo que ha desaparecido en la actualidad: in loco Perdicium qui dicitur navis in territorio Çamore. El texto de la donación, en latín, fue transcrito y traducido por Fray Benito de la Cueva en la obra del siglo XVII «Celanova Ilustrada o Anales de San Rosendo» y dice así:

A los señores sanctísimos y después de Dios fortíssimos patrones los bienaventurados apóstoles Pedro y Pablo, en cuio onor está sito en el monesterio en lugar señalado que se diçe Tunis, tierra de Zamora. Y[o] Alfonso rey, por la gracia de Dios, (etcétera) damos y comfirmamos al sobredicho monesterio, para el sustento de los hermanos que sirven a Dios en dicho lugar, para ospedaxe de los pobres y peregrinos que a él llegaren, la villa que llaman Perdices, con sus términos i pertinençias...Anssí lo conzedemos todo al Siervo de Dios abbad con sus hermanos que suçedieron después dél y estuvieron en el dicho lugar sirviendo a dios en la yglesia de San Pedro, porque no çessen de rogar a Dios por nuestros pecados en dicho lugar. Fecha de la escritura de la donación y testamento a 13 de agosto, año de Cristo 877, año de nuestro dichoso reino 11, estando en la cibdad de Zamora ressidiendo en el trono de nuestro reino en el nombre de Dios en Ubiedo. Alonsso rei este testamento por nos hecho comf[irmo].
Texto extraído de <<La iglesia visigoda de S. Pedro de la Nave>> de Rafael Barroso y Jorge Morin. Ediciones B.M.M &P.

### Compra de Monte Concejo.
Monte Concejo es un amplio territorio que administrativamente está en el término municipal de la ciudad de Zamora. Decimos administrativamente porque todavía no se han modificado los límites de los términos municipales, pero la realidad es que el Ayuntamiento de Zamora nunca ha realizado actuación alguna en mejora de ese territorio, limitándose a cobrar impuestos y contribución a los dueños de las fincas. Este territorio es gestionado por los pueblos donde viven los propietarios de las tierras, que son Valdeperdices, Almendra, El Campillo, Muelas del Pan y Almaraz de Duero. Esta situación administrativa provoca un grave problema económico para los pueblos propietarios, ya que tienen que cargar con los gastos de su mantenimiento, mientras que los impuestos los recauda el Ayuntamiento de Zamora. 
Monte Concejo está situado entre la Cañada de las Merinas después de la dehesa del Puerto y los términos de Muelas y Almaraz. Todo este territorio fue parcelado y vendido por Zamora para obtener recursos para la construcción de las calderas para el agua corriente de la ciudad. Estas calderas estaban en la Avenida Tres Cruces, muy cerca de la Plaza Alemania.
Las parcelas fueron numeradas desde el número 1 al número 20 y fueron adquiridas por ricos terratenientes que, muchos años más tarde, vendieron a los labradores de los pueblos. La última venta la realizó don Martín Pascual Cancelo en el año 1945, que era propietario de las parcelas 11, 12, 13 y otras al sur de la N-122. Esta venta originó un horrible pleito entre Valdeperdices y Almendra que duró 13 años, llegando varias veces al Tribunal Supremo y que ocasionó una gran fractura en la convivencia de las dos poblaciones.
Actualmente la propiedad está así: parcelas 1 y 10, de Muelas; parcelas 2,4,5,15,16,17,18 y 20, de Almendra; parcelas 6,7,8,9,11,12,13,14 y 19, de Valdeperdices. Los números de las parcelas se siguen usando en la actualidad para nombrarlas. Los únicos nombres que no se usan son el 14 (que se denomina Las Encinas) y el 19, que es el Pico el Puerto.

### Compra del Término
Con la Desamortización de Mendizábal, alrededor de 1835, el terreno más cercano a Valdeperdices (al norte de La Cañada de Las Merinas) cambia de propietarios: pasa de los monjes Benitos -propietarios de S. Pedro de la Nave- a manos de los Sres. Villachica. Por tanto, la población pasa a ser arrendataria de ellos. Los Villachica tenían muchas posesiones en la zona de Montelarreina, cerca de Toro. El seminario de Toro parece ser una donación suya.
La mayoría de las familias tenía una pequeña parte arrendada y pagaban proporcionalmente por el terreno que trabajaban. Los más pobres no podían arrendar tierra y eran jornaleros del resto de vecinos.
El año 1923, doña Victorina Villachica (en el pueblo, doña Vitoriana) decide vender esta propiedad y los arrendatarios de Valdeperdices se la compran. El precio total fue de 110.000 pesetas que tuvieron que abonar en dos pagos. Como no tenían recursos, solicitaron un préstamo de manera conjunta para que los más pobres pudieran tener el dinero, avalados por los que tenían más recursos. El terreno comunal pasó a ser propiedad de todo el pueblo. En el 1923 el pueblo pagaba a doña Victorina 176 fanegas de trigo de renta anual, de las que 10 celemines los pagaba la iglesia, que también era arrendataria.
La iglesia también tuvo parte en la compra, a pesar de la oposición de algunos vecinos que se enfrentaron con el párroco don Santiago Sastre. La propiedad más significativa que obtuvo fue la finca denominada la senara de la iglesia, de gran calidad, situada a orillas del camino Muelas. La iglesia pagó en total 545,20 pesetas por la compra de todo el lote.

## Población
Desde los inicios del siglo X hasta finales del siglo XVI no se han encontrado referencias importantes. Es a partir de este siglo cuando los libros eclesiásticos nos dan datos fiables de población (nacimientos, matrimonios, defunciones,...) y otros datos económicos derivados de los diezmos que la población debía de aportar al monasterio de San Benito, propietario de San Pedro de la Nave.
Por ejemplo, en 1814 las poblaciones dependientes del monasterio pagaron los diezmos en trigo, centeno, cebada, muelas, guisantes y garbanzos. De Valdeperdices pagaron 17 familias; de San Pedro pagó una; de El Campillo, 15; de La Pueblica, 10; de Villanueva, 9 y de Villaflor, 6.
Los cabeza de familia de Valdeperdices se llamaban: Felipe Román, José Román, Lorenzo Castaño, José Martín, Andrés Rodrigo, Cayetano Rodrigo, Francisco Martín, Baltasar Bacas, José Rodrigo, Benito Garretas, Bernardo Rodríguez, Pascual Román, Tomás Martín, Felipe Sastre, Agustina Bartolomé, Pedro Mielgo y Francisco Ranilla.
Del 1818 al 1920 el pueblo sufre la gripe española. En 1918 murieron 14 personas; en el 19 solo 4, pero en el 20 murieron otras 12. Este índice representó el doble de la media de los años anteriores y posteriores.
Alrededor de los años 20, algunas personas emigraron a América, la mayoría a Buenos Aires y a Río de Janeiro.
En 1930 el pueblo contaba con 334 habitantes. Después llegó la Guerra Civil que paralizó a un pueblo que estaba luchando para pagar las deudas de la compra del término. En ella murieron 5 jóvenes que sumieron en la tristeza a todos, pues en una población tan pequeña y encerrada en sí misma, todos eran familiares y amigos.
En 1948 había 417 que se repartían así: hasta 7 años, 41 niños y 42 niñas; de 7 a 14 años, 20 niños y 35 niñas; y adultos, 144 hombres y 135 mujeres. En total había 115 vecinos, posiblemente el máximo histórico de la población.
En los años 40 se produce alguna emigración a poblaciones cercanas donde la emigración hacia el exterior ya había comenzado con fuerza: Montamarta y Fresno de la Ribera acogieron a algunas de estas familias.
A finales de los años 50 50 comienza la emigración más fuerte: Vizcaya, Madrid y Barcelona, en el destino nacional, y Alemania, Francia y Suiza en el internacional, son los destinos más habituales; más tarde Valladolid se une a la lista.
Esta última emigración sume a la población en una gran depresión lo que origina que hasta los años 80 no llegue el teléfono, el agua corriente o la concentración parcelaria. A partir de esta fecha, con la llegada de la democracia, hay una fuerte reactivación e ilusión por recuperar el tiempo perdido.

## Escuela, cultura y tradiciones
La población de Valdeperdices siempre ha destacado por su interés por la cultura, lo que ha motivado que el índice de población con estudios medios y superiores sea muy elevado. Un dato a tener en cuenta es que a finales del siglo XIX el pueblo contrató a Pedro Terrón, una persona ilustrada natural de Villalcampo, para que hiciera de maestro ya que el Ministerio todavía no se había acordado de ellos. Este señor, junto con algún cura, fue el encargado de alfabetizar a aquellas gentes. La hija más pequeña de Pedro, Venancia, casó con Agustín Berrocal y parte de su descendencia aún vive en el pueblo.
A finales de los años 20 llegó al pueblo D. David que ejerció de maestro durante más de 30 años y fue un referente para todos.
En los años 70 se perdió la escuela y los pocos niños y niñas que quedaron fueron escolarizados en Zamora y, posteriormente, en Muelas del Pan.
Entre la población de más edad es curiosa la afición por la poesía y es frecuente encontrar personas que escriben versos con gran acierto o que recitan extensos poemas, relaciones o coplas de ciego. Otro dato a destacar es la ausencia casi total de apodos, lo que denota, además de cultura, un gran respeto hacia los demás.
La tradición que más se conserva es la del Ramo. Consiste en la realización de dos grandes ramos a base de pan anisado, rosquillas, manzanas, uvas, acerolas, y otros productos que se subastan de manera ficticia a la puerta de la iglesia el día del Ofertorio. Por la noche, los ramos se deshacen y los alimentos se reparten entre toda la población. El Ofertorio se celebra el último domingo de septiembre por tradición, aunque la fecha señalada sería a principios de octubre ya que rememora la Batalla de Lepanto.
Entre los años 50 y años 70, debido a la emigración, se perdieron magníficas tradiciones como La Cordera (en Nochebuena), La Machorra (por todos los Santos), El Gallo (relaciones de mujeres el 23 de enero, San Ildefonso) o las relaciones a San Antón, el 17 de enero. Todavía resiste la cofradía de Las Ánimas, a punto de desaparecer.

## Otros datos de interés
Antes de la construcción de la presa de Ricobayo los viajes entre Aliste y Zamora se realizaban por un camino que coincidía con lo que ahora es la carretera comarcal que va de El Puerto a El Campillo, ya que el cruce del río Esla se hacía por el paso de San Pedro, donde el río era menos profundo y, además, había un servicio de barquero. El pago de Las Cuatro Hermanas' recibe este nombre porque había cuatro encinas casi iguales, donde los viajeros paraban a descansar. En 2010 solo quedaba una encina.
En 1853 el obispo Rafael Manso mandó construir la escalera de la iglesia y el campanario y rematar la espadaña que todavía no estaba terminada. Hasta entonces se tocaban las campanas con una soga.
En 1888  la fanega de trigo valía 36 reales y en 1891 las cuentas de la iglesia aparecen en pesetas por primera vez. Antes estaban en reales.
El negrillo de la iglesia fue plantado en el año 1894 por el cura Pablo García. Hasta finales de los años 60 había otro más alto detrás de la iglesia, pero fue cortado por un vecino.
El 8 de febrero de 1925 murió don José María Cid, un abogado zamorano muy apreciado en el pueblo. Los vecinos contribuyeron a sufragar los gastos del sepelio en agradecimiento.
El cementerio antiguo estaba junto a la iglesia y fue desmontado definitivamente en los años 70. El cementerio nuevo del Llamero se construyó en 1927 siendo alcalde de San Pedro, Ángel Segurado Domínguez.
El pueblo nunca tuvo casa del médico; la de los maestros se construyó por 1965 y la del cura sí existió, pero fue vendida y destruida por el 1970.

## Topónimos
El territorio dependiente de Valdeperdices es muy rico en topónimos que se han ido trasmitiendo de padres a hijos. Algunos de estos nombres están influenciados por el idioma leonés y otros se han ido generando y trasformando durante siglos. A modo de ejemplo mencionaremos los siguientes: 
Carroquebrado, Teso la Horca, el Gramazal, Era el Calvo, Las Estudas, El Pedrón, Los Conforcos, Matalosfrailes, Las Codornices, Las Sebadas, El Geijo, el Bardalón, Valdinisteba, Valdelasierpe, Valdelabá, Valdelamor, Los Espinicos, Las Maravillas, Las Coronas, Regato Retalrozo, Las Barreras, Tierra del Herrero, Suertes Viejas, El Montico, Tesolaleña, Las Fayas, Teso Redondo, Peña Patera, La Cantera, Peñaelpiorno, Trelacuesta, Fuenticas, Las Horretinas, Retahonda, Cantabazales, Tralpiñedo, Las Canales, La Cornocal, Las Praderas, Los Chapazales, El Cajastro, Lagunas de Abajo y de Arriba, Retalacárcel, Carril de las Panaderas, Camino Lomo, Laguna Muga, Laguna Valperero, Casas Viejas, Los Perales, Regato los Toros, Cañada el Chozo, La Baña, Cerro las Cumbres, Las Chozas, La Empedrada, Los Vallejos, Corral del Marranero, El Espinacal, Las Monjas, Las Estaquitas, Los Tejos, Regato las Cañas, Las Monjas, Las Tapias, El hoyo el 10, La Cantarilla, La Cuesta el Trillo, el Pico el Puerto, Los Infiernos, Peñalagar, Valdeclavos, Cantosblancos, El Hospital, Los Judíos, Valdelajara, El Pozo, El Marrón, La Tejonera, El Rebarco, Majadahonda, Regato el Muerto, Los Quiñones, Fuenteblanca, Cabeceros de los Conejos, Retabrava, El Piñedo, El Salinar, La Verea, Las Cuatro Hermanas, La Majada, etc.